# Takács (másképp Deák) család
A nemes Takács másképp Deák család (néhol: Takáts), egy nemesi család, amely Nyitra vármegyéből eredt, majd Komárom, Fejér és Pest megyében virágzott. 

## A család története
A nemességet szerző Takács (másképp Deák) György, aki a török elleni katonai szolgálata után 1694. szeptember 10-én címeres nemeslevelet szerzett I. Lipót magyar királytól. Takács Györgytől származott több gyermek, azonban csak Takáts János és Takáts György vitték a családot és egyben két külön ágat is alapítottak. Mindkét ágra kizárólag a Takács (néhol Takáts) vezetéknév jellemző a Deák nevet mellőzve.

### Takáts János ága
Idősebb Jánosnak az egyik fia, ifjabb Takáts János, akinek a neje nemes Buday Anna volt. Takáts János és Buday Anna fia idősebb Takáts Sándor, aki Kajászószentpéteren lakott és majd elvette Hollósy Ilonát (1744–1806). Takáts Sándor és Hollósy Ilona házasságából származott ifjabb Takáts Sándor (1770–1839), földbirtokos szintén kajászószentpéteri lakos, aki ugyanott 1794. június 24-én feleségül vette nemes Galambos Krisztinát (1777–1836), nemes Galambos Péter földbirtokosnak a lányát. Ifjabb Takáts Sándor és nemes Galambos Krisztina frigyéből született: Takáts Sándor és gyöngyösi Kiss Antalné Takáts Julianna nevű gyermeke született; Takáts Julianna (1805–1867) kisasszonyt, Kajászószentpéteren 1826. január 8-án feleségül vette gyöngyösi Kiss Antal (1794–1850), vármegyei esküdt, földbirtokos, akinek a szülei gyöngyösi Kiss József, földbirtokos és nemes Bata Erzsébet voltak.
Idősebb Takáts Jánosnak a másik fia, ifjabb Takáts Jánosnak a fivére, nemes Takáts Ferenc, aki a református vallást követte. Takáts Ferencnek lett egy Takáts János nevű fia, akinek a leszármazottjai Tatára kerültek, valamint egy Takáts István nevű fia, aki Dunaalmásra került. Takáts István gyermekei: Tar Istvánné Takáts Zsuzsanna, Takáts István, akinek a neje Hoger Erzsébet, valamint Takáts Judit. Takáts István utódai közül az 1731. évi vizsgálat Takáts Jánost Dunaalmáson, Takáts Mátét Neszmélyen találta, ugyanakkor a családból Tatán, Pilisen, Péterváradon és Seregélyesen is laktak. Takács Ádám (1733–1797) református lelkész 1730 táján született Neszmélyen, iskoláit szülőhelyén kezdte a helyi partikulában, majd Kecskeméten folytatta, és az anyaiskolában, a debreceni református kollégiumban végezte el. Feleségül vette Bessenyei Éva kisasszonyt, akinek az apja Bessenyei György, lelkész, Beleznay Miklós (1723-1787) tábornok udvari papja volt. Takács Ádám lelkész és Bessenyei Éva frigyéből született Takács Éva (1779–1845) írónő, az első magyar nőjogi publicista, akinek a férje nemes Karacs Ferenc (1770–1838), pesti rézmetsző volt. Takács Éva és Karacs Ferenc lánya nemes Karacs Teréz (1808–1892) pedagógus, író, a nőnevelés egyik úttörője.

### Takáts György ága
Takáts György és Soós Katalin fia, idősebb Takáts Ádám (1710–1786) Valkházban lakott, és ahogy ő, a leszármazottjaik is a római katolikus vallást követték. Takáts Ádám nejétől, Holupa Rozáliától származott ifjabb Takáts Ádám, (1758–1812), aki szülő települését elhagyta és Tápióbicskére költözött el. 1785. május 5-én Tápióbicskén feleségül vette az ősrégi nemesi származású tápióbicskei Bitskey családból való Bitskey Albigail (1758–1846) kisasszonyt, akinek a szülei idősebb bicskei Bitskey István (1703–1773), tápióbicskei földbirtokos, és nemes Csebi Katalin (1720–1797) voltak. Takáts Ádámné fivére bicskei Bitskey Sebestyén (1764-1826), királyi kapitány, földbirtokos volt. 1813-ban, Takáts Ádámné Bitskey Abigél asszony perbe fogta fivéreit, Bitskey Sándort és Bitskey Sebestyént; végül 1813. január 8-án végül megállapodásra jutottak és a tápióbicskei birtokon osztozkodtak. Özvegy nemes Takáts Ádámné Bitskey Abigél végül 1846. december 8-án hunyt el Csépán, ahova korábban elköltözött egyik leányához, tarcsányi és szemerédi Tarcsányi Józsefné nemes Takáts Terézia (1797–1863) úrnőhöz. Takáts Ádám és Bitskey Abigél, valamint gyermekei a tápióbicskei közbirtokosságnak a része lettek az 1800-as évek elején, azonban a következő nemzedék már elvesztette a birtokait a településen.
Takáts Ádám és Bitskey Abigél frigyéből több gyermek született: Takáts Antal (1786–1820), földbirtokos, akinek a neje nemes Csitsák Anna (1793–1828), Takáts Miklós (1788–?), földbirtokos, uradalmi ispán Újkécskén, Takáts Mária (1790–1834), akinek a férje nemes Szabó József, Takáts Terézia (1797–1863), akinek a férje tarcsányi és szemerédi Tarcsányi József (1782–1852), földbirtokos és Takáts Abigél (1795–1849), akinek a férje tornóczi Szalay József (1782–1852), földbirtokos, örkényi uradalmi ispán a gróf Grassalkovich családnál. 1812. június 8-án Tápióbicskén tornóczi Szalay József (1782–1852) elvette nemes Takáts Abigélt. 1819. február 7-én Tápióbicskén, feleségül vette nemes Takáts Terézia (1797–1863) kisasszonyt tarcsányi és szemerédi Tarcsányi József (1782–1852) földbirtokos. 1810. november 18-án Tápióbicskén Takáts Mária (1790–1834) kisasszonyt, nemes Szabó József vette el.
Takáts Ádám és Bitskey Abigél fia Takáts Miklós elvette Csépán 1808. május 17-én tarcsányi és szemerédi Tarcsányi Rozália (1788–1819) kisasszonyt, akinek a szülei Tarcsányi József földbirtokos és militicsi és csépai Kanyó Ilona voltak, és aki egyben Takáts Terézia férjének, Tarácsányi Józsefnek a húga is volt. Takáts Miklós és Tarcsányi Rozália frigyéből három gyermek született, azonban csak Takáts Rozália érte el a felnőttkort, ő nemes Pusztai Jánossal kötött házasságot.

## A család címere
Címer (1694): "Álló kék pajzsban zöld mezőn jobbra fordulva ágaskodó ezüst egyszarvú. A koronás, pántos sisakon növekvő férfi, egyik kezében világító lámpással, másik kezében kivont karddal. Sisaktakarók: jobboldalt kék-arany, baloldalt vörös-ezüst színűek.

## A család kiemelkedő tagjai
- Takács Ádám (Neszmély, 1733.– Gyón, 1797. április 16.) református lelkész, prédikátor.
- Takács Éva, Takáts (Rákospalota, 1779. március 10. – Pest, 1845. október 19.) írónő, az első magyar nőjogi publicista. Karacs Ferenc rézmetsző neje, Karacs Teréznek, a nőnevelés egyik úttörőjének édesanyja.